# Scoot Henderson
Sterling „Scoot“ Henderson (* 3. Februar 2004 in Marietta) ist ein US-amerikanischer Basketballspieler.

## Laufbahn
Henderson spielte als Heranwachsender Basketball an der Carlton J. Kell High School und erzielte mehr Punkte für die Mannschaft als jeder Spieler der in Marietta im US-Bundesstaat Georgia ansässigen Schule vor ihm. Er wurde in den Vereinigten Staaten als einer der begabtesten Spieler seines Jahrgangs eingeschätzt. Henderson verzichtete auf den in seinem Heimatland oft beschrittenen Karriereweg über die NCAA, obwohl ihn namhafte Einrichtungen wie die University of Kansas, die University of Georgia und die Auburn University umwarben, und unterzeichnete im Mai 2021 einen Zweijahresvertrag bei der Mannschaft NBA G League Ignite in der NBA-G-League. Im Juni 2022 einigte er sich mit dem Sportartikelhersteller Puma auf einen mehrjährigen Ausrüstervertrag.
In mehreren Vorschauranglisten für das Draftverfahren der NBA im Juni 2023 wurde Henderson auf dem zweiten oder dritten Platz geführt. Die Portland Trail Blazers ließen Hendersons Namen schließlich an dritter Stelle aufrufen und sicherten sich damit seine Dienste.

## Karriere-Statistiken
| Legende | Legende                                        | Legende | Legende                                                     | Legende | Legende                                          |
| ------- | ---------------------------------------------- | ------- | ----------------------------------------------------------- | ------- | ------------------------------------------------ |
| GP      | Absolvierte Spiele (Games played)              | GS      | Spiele von Beginn an (Games started)                        | MPG     | Absolvierte Minuten pro Spiel (Minutes per game) |
| FG %    | Wurfquote aus dem Feld (Field-goal percentage) | 3P %    | Wurfquote Drei-Punkte-Würfe (3-point field-goal percentage) | FT %    | Freiwurfquote (Free-throw percentage)            |
| RPG     | Rebounds pro Spiel (Rebounds per game)         | APG     | Assists pro Spiel (Assists per game)                        | SPG     | Steals pro Spiel (Steals per game)               |
| BPG     | Blocks pro Spiel (Blocks per game)             | PPG     | Punkte pro Spiel (Points per game)                          | FETT    | Karriere-Bestmarke                               |

### NBA

#### Hauptrunde
| Saison  | Team     | GP | GS | MPG  | FG % | 3P % | FT % | RPG | APG | SPG | BPG | PPG  |
| ------- | -------- | -- | -- | ---- | ---- | ---- | ---- | --- | --- | --- | --- | ---- |
| 2023–24 | Portland | 62 | 32 | 28.5 | .385 | .325 | .819 | 3.1 | 5.4 | 0.8 | 0.2 | 14.0 |
| Gesamt  | Gesamt   | 62 | 32 | 28.5 | .385 | .325 | .819 | 3.1 | 5.4 | 0.8 | 0.2 | 14.0 |